# Rodley (West Yorkshire)
Rodley – wieś w Anglii, w hrabstwie West Yorkshire. Leży 8 km na zachód od miasta Leeds i 277 km na północ od Londynu.